# Bernard Brizay
Pour les articles homonymes, voir Brizay (homonymie).
Bernard Brizay, né en août 1941 à Mont-Saint-Aignan, est un historien français, professeur d'histoire de l’art devenu journaliste (grand reporter), auteur de plusieurs ouvrages sur l'histoire de la Chine.

## Biographie
Titulaire d’une licence et d’un doctorat d’Histoire (sur les voyageurs français à Rome aux XVIIIe et XIXe siècles), il est également titulaire d’une licence de lettres et d’une licence d’histoire de l’art.
Il quitte l’enseignement en 1969 et devient journaliste politique et économique (Revue Entreprise, Le Nouvel Économiste).
En 1976, il publie aux Éditions du Seuil un livre sur Le Patronat français.
En 1977, il part pour 6 mois aux États-Unis, invité par la Fondation Eisenhower (en) (dont le siège est à Philadelphie), pour faire une étude sur le patronat américain. Il en ramène un livre publié aux PUF, Le Patronat américain.
Publication de plusieurs livres politiques, économiques et sociaux.
En 1979, il revient au journalisme, participant au magazine économique L’Enjeu sur TF1.
Il entre au Figaro en qualité de grand reporter politique.
Il prend sa retraite de journaliste en 2005.
Bernard Brizay a découvert la Chine lors d’un premier voyage en août 1979. Dès lors, pris d’une passion pour la Chine et les Chinois, il y retourne fréquemment (plus de 20 voyages et séjours en Chine).
En octobre 2000, il visite les ruines du Yuánmíng Yuán, l’ancien palais d’Été de Pékin. D’où son idée d’écrire un livre d‘histoire sur ce drame historique.
En août 2014, il a reçu au Grand Palais du Peuple de Pékin le Special Book Award of China, des mains de la vice-premier ministre , Mme LIU.
Il est professeur associé à l’Université de Shenyang (Liaoning).

## Publications
Son premier livre sur l’histoire de la Chine est publié aux Éditions du Rocher, fin 2003 :
- Le Sac du palais d’Été, seconde guerre de l’Opium, traduit et publié en Chine en 2005 par les Éditions classiques du Zhejiang (Zhejiang Gu Ji Chu Ban She) et publié dans le cadre des Années croisées France-Chine, grâce au programme de traduction Fu Lei, avec le concours du ministère des Affaires étrangères. Ce livre a obtenu en 2007 le prix Wenlin (Pont de la Culture), décerné par la Bibliothèque Nationale de Chine, parmi 40 livres sélectionnés par 120 millions d’internautes. Nouvelle édition en septembre 2011.
- Les Trois sœurs Soong. Une dynastie chinoise du XXe siècle. Éditions du Rocher, 2007.
- Le Roman de Pékin. Éditions du Rocher, 2008.
- Shanghai, le Paris de l’Orient. Flammarion-Pygmalion, 2010. Traduit en chinois.

- Prix Auguste-Pavie 2011 de l’Académie des sciences d'outre-mer.
- La France en Chine. Du XVIIIe siècle à nos jours. Éditions Plon-Perrin, janvier 2013. Traduit en chinois.
- Les trente "empereurs" qui ont fait la Chine, Éditions Perrin, février 2018.
- Petite et grande histoire de la Cité interdite, Perrin, 2023